# أفلا أنزي (تيغمي)
أفلا أنزي هي إحدى مشيخات المملكة المغربية، تتبع جغرافيا لإقليم تيزنيت وإداريًا لتيغمي. يقدر عدد سكانها بـ 4551 نسمة حسب الإحصاء الرسمي للسكان والسكنى لسنة 2004.